# Breislak (cráter)
Breislak es un cráter de impacto que se encuentra dentro de un diámetro del cráter Baco situado al norte-noroeste, en la parte sur de la Luna. Hacia el norte-noroeste se halla el cráter Barocius, y al oeste aparece Clairaut. Este cráter fue nombrado en honor del geólogo Scipione Breislak.

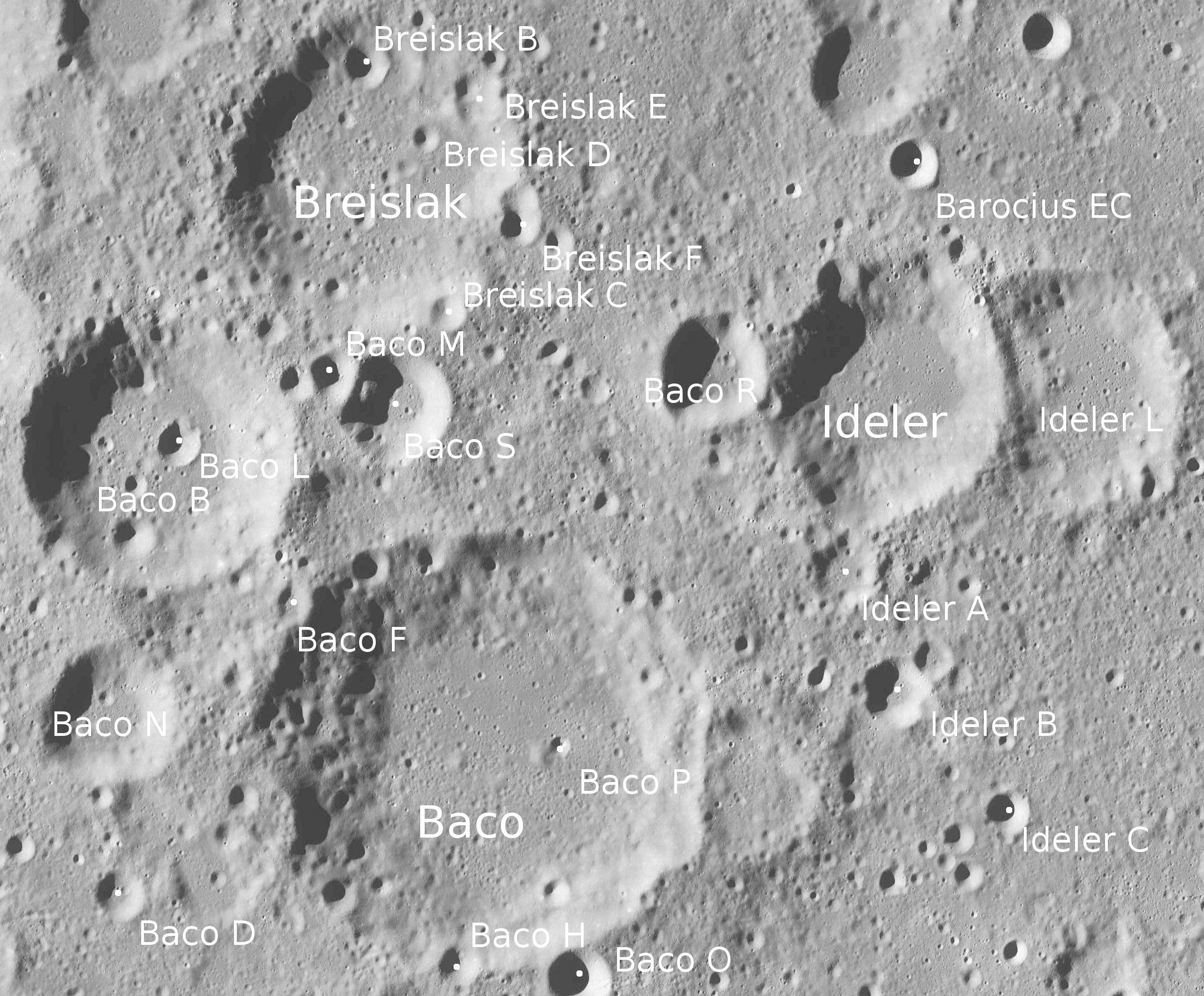
Fotografía de la misión Lunar Reconnaissance Orbiter

El borde de Breislak ha sido muy desgastado por impactos posteriores, y varios cráteres pequeños se sitúan a lo largo de la pared exterior. Uno de estos cráteres ha producido una muesca en la pared sureste, con cráteres situados al noreste y al suroeste de esta brecha. Un pequeño cráter se encuentra en la cara interna de la pared norte. La superficie interior tiene aproximadamente un mismo nivel, pero picado de marcas por varios pequeños cráteres.

## Cráteres satélite

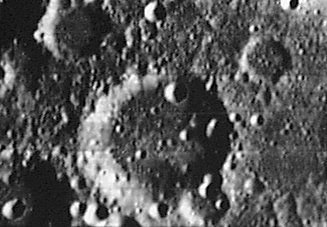
Fotografía de la misión Lunar Orbiter 4

Por convención estos elementos son identificados en los mapas lunares poniendo la letra en el lado del punto medio del cráter que está más cerca de Breislak.
|          | \| Breislak \| Coordenadas \| Diámetro \| \| -------- \| ----------------------------- \| -------- \| \| A \| 47°00′S 17°24′E / -47.0, 17.4 \| 7 km \| \| B \| 47°36′S 18°06′E / -47.6, 18.1 \| 7 km \| \| C \| 48°54′S 18°48′E / -48.9, 18.8 \| 6 km \| \| D \| 48°00′S 18°42′E / -48.0, 18.7 \| 5 km \| \| E \| 47°42′S 19°06′E / -47.7, 19.1 \| 8 km \| \| F \| 48°24′S 19°24′E / -48.4, 19.4 \| 7 km \| \| G \| 46°54′S 19°06′E / -46.9, 19.1 \| 16 km \| |          |
| Breislak | Coordenadas | Diámetro |
| A        | 47°00′S 17°24′E / -47.0, 17.4 | 7 km     |
| B        | 47°36′S 18°06′E / -47.6, 18.1 | 7 km     |
| C        | 48°54′S 18°48′E / -48.9, 18.8 | 6 km     |
| D        | 48°00′S 18°42′E / -48.0, 18.7 | 5 km     |
| E        | 47°42′S 19°06′E / -47.7, 19.1 | 8 km     |
| F        | 48°24′S 19°24′E / -48.4, 19.4 | 7 km     |
| G        | 46°54′S 19°06′E / -46.9, 19.1 | 16 km    |